# Ballstraße 18 (Quedlinburg)

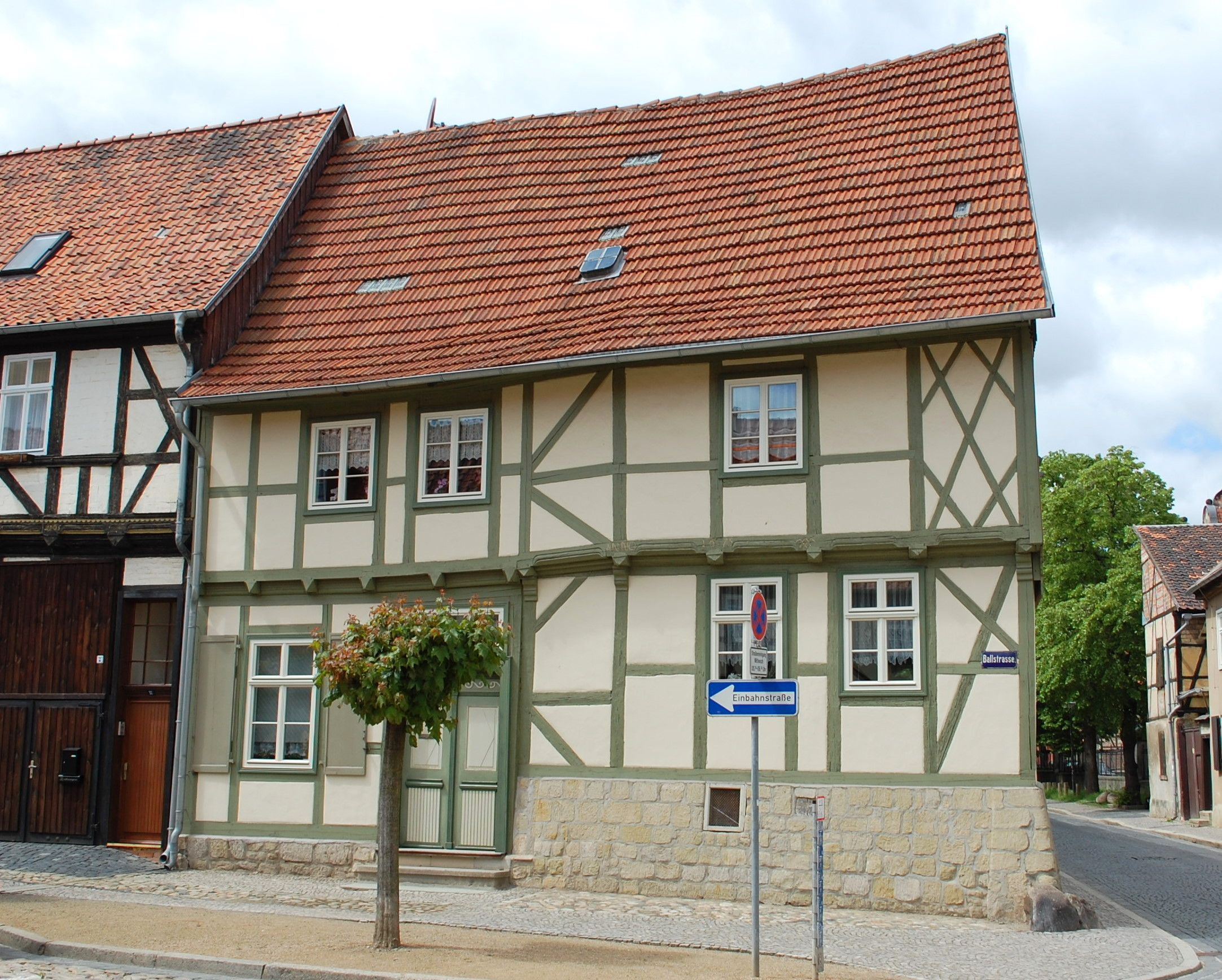
Ballstraße 18

Das Haus Ballstraße 18 ist ein denkmalgeschütztes Gebäude in der Stadt Quedlinburg in Sachsen-Anhalt.

## Lage
Es befindet sich in einer Ecklage im östlichen Teil der historischen Quedlinburger Neustadt und gehört zum UNESCO-Weltkulturerbe. Nördlich des Hauses mündet die Straße Kaplanei auf die Ballstraße. Direkt südlich grenzt das gleichfalls denkmalgeschützte Haus Ballstraße 17 an.

## Architektur und Geschichte
Nach der an der Stockschwelle des Fachwerkhauses ursprünglich vorhandenen Inschrift entstand das Wohnhaus im Jahr 1675. Das Gebäude ist im Quedlinburger Denkmalverzeichnis eingetragen. An der Fachwerkfassade finden sich Formen wie der Halbe Mann und Rautenkreuze. Durch Verputzungen und Aufbohlungen war diese Gestaltung zeitweise beeinträchtigt.
Die Hauseingangstür ist klassizistisch und mit einem Mäandermotiv verziert.